# Patrick Robinson (Autor)
Patrick Robinson (* 21. Januar 1940 in Kent, England) ist ein britischer Autor und ehemaliger Kolumnist.

## Leben
Patrick Robinson arbeitete viele Jahre als Journalist und im Verlagswesen. Die ersten vier von Robinson geschriebenen Sachbücher behandeln Vollblutpferde, später schrieb er über The Boat Race, insbesondere über das Jahr 1987, als Oxford versuchte, den Titel mit amerikanischen Profiruderern zu holen (True Blue).
Der Durchbruch als Romanautor gelang ihm 1997 mit dem Techno-Thriller Nimitz Class. Dem Genre Techno-Thriller im Marine-Setting blieb Robinson danach treu.
Außerdem war Robinson Co-Autor von One Hundred Days, der Biografie des Admirals Sandy Woodward und Darstellung des Falkland-Krieges aus dessen Sicht als Kommandeur des britischen Geschwaders.

## Werk

### Marine-Thriller
- Admiral Arnold Morgan
  - Nimitz Class (1997): Ein US Flugzeugträger sinkt durch eine nukleare Explosion. Admiral Arnold Morgan muss beweisen, dass es kein Unfall war, um die Jagd auf den Verursacher zu starten.
  - Kilo Class (1998): Admiral Morgan will mit allen Mitteln verhindern, dass China fünf U-Boote, welche sie bei den Russen bestellt haben, geliefert bekommt.
  - In tödlicher Mission – H.M.S. Unseen (1999): Ben Adnam, Antagonist in Nimitz Class, möchte sich an seinem Heimatland, dem Irak, rächen.
  - Unter Beschuss – U.S.S. Seawolf (2000): Es geht um ein amerikanisches U-Boot, das von den Chinesen geentert wird.
  - Tödliche Tiefe – Shark Mutiny / U.S.S. Shark (2001): Es geht um einige verdeckte Operationen der Navy-Seals.
  - Gefährlicher Einsatz – Barracuda 945 (2003): Admiral Morgan und Jimmy Ramshawe jagen einen abtrünnigen SAS-Major, der inzwischen Hamas-General geworden ist.
  - Tödliche Flut – Scimitar SL-2 (2004): Es geht um die Gefahr der erbarmungslosen Naturgewalt in den Händen von Terroristen.
  - Jagd in der Tiefe – Hunter Killer (2005): Ein saudischer Prinz, möchte mithilfe Frankreichs und der Hamas die Herrschaft über das Land an sich reißen.
  - Codename Viper – Ghost Force (2006): Argentinien besetzt zum zweiten Mal die Falklandinseln.
  - Bis zum bitteren Tod – To the death (2008): Der Hamas-General Ray Kerman versucht, Admiral Morgan zu eliminieren.

- Navy Seal Lt. Commander Mack Bedford
  - Mission auf Leben und Tod – Diamondhead (2009)
  - Lauschangriff-Im Visier der Feinde – Intercept (2010)
  - The Delta Solution (2011)
  - Power Play (2012)

### Sachbücher
- Classic Lines
- The Golden Post
- Horse Trader
- Decade of Champions
- Born to Win
- True Blue: Oxford Boat Race Mutiny (mit Dan Topolski)
- One Hundred Days
- Lone Survivor (mit Marcus Luttrell)